# 列克星敦和康科德战役
列克星敦和康科德戰役（英語：Battles of Lexington and Concord）是英國陸軍與北美民兵之間的一場武裝衝突，發生於1775年4月19日。雖然美國參議院在1908年通過決議，將鄧莫爾伯爵的戰爭的快活角戰鬥定為美國獨立戰爭的第一戰，但历史学界和美國社會普遍視列克星敦和康科德之戰為獨立戰爭的首場戰鬥。衝突發生於波士頓西部鄉鎮。
列克星敦和康科德戰役源於英國的一次軍事行動。北美英軍總司令托馬士·蓋奇將軍下令派軍到康科德，繳收當地火藥及武器，並緝捕起義首領約翰·漢考克及塞繆爾·亞當斯。然而由於行動計劃事洩，使起義民兵有所提防。後來，英軍啟程前往康科德，於途經列克星敦時遭遇民兵，雙方擦槍走火。民兵敗逃後，英軍繼續西進，並成功進入康科德，但部份英軍在北橋遭遇前來增援的民兵。雙方再一次意外走火，但英軍因戰術失誤而潰敗後撤。當英軍沿舊路返回時，不斷遭到增援的急召民兵狙擊。英軍返抵波士頓以北的查爾斯鎮後，民兵開始圍攻波士頓。戰後召開的第二屆大陸會議，議決以武力維護殖民者的自由，在一年後終於走上獨立建國之路。

## 背景
英國國會通過《強制法案》後，美州殖民地與英國政府之間的關係日益惡化，其中以波士頓地區的反抗最為嚴重。1774年9月，北美英軍總司令托馬士·蓋奇收繳一座並非屬於起義者的倉庫火藥，竟在波士頓外引發戰爭恐慌，視為火藥危機。第一次大陸會議恰好在火藥危機後數日召開，會後十二州與會者（佐治亞州未有派員出席）通過決議案，指斥《強制法案》違反英國憲法，鼓吹殖民地中止對英貿易，為麻薩諸塞成立新自治政府，並聯署要求大不列顛國王兼愛爾蘭國王喬治三世結束封鎖波士頓，修正國會殖民政策。叛逆者在同年10月於波士頓西郊康科德成立麻省地區議會（Massachusetts Provincial Congress），由約翰·漢考克出任議會主席，成為麻薩諸塞事實上的有效政府。蓋奇的有效管轄範圍僅限於波士頓一地。
面對殖民地公然違抗英國權威，英國政界的反應各有不同。蓋奇因著自身的信念與職責衝突而搖擺不定。他在美州已定居超過二十年，妻子也是於美州成長的殖民者。身為麻薩諸塞總督，蓋奇對殖民者爭取自由深感同情，並未以武力取締自由之子等革命組織；然而同時身兼北美英軍總司令，蓋奇又有責任落實國會通過的《強制法案》以及鎮壓指令。英國下議院議員埃德蒙·伯克形容蓋奇的職責矛盾，猶如「要一個英國紳士去說服另一個英國紳士支持奴隸制度，根本所託非人」。前首相老皮特也主張國會稍作讓步，建議把蓋奇及其駐軍調離波士頓，並限制國會向殖民地的徵稅權。不過國會最終選擇了諾斯勳爵主張的強硬手段，以恢復英國統治權威。1775年2月9日，國會宣佈麻薩諸塞為叛亂狀態，准許蓋奇以武力恢復正常管治，並指令派軍緝拿漢考克及塞繆爾·亞當斯等叛黨首腦。指令經殖民地事務大臣（Secretary of State for the Colonies）達特茅斯伯爵（William Legge, 2nd Earl of Dartmouth）送出，在4月14日為蓋奇收悉。

## 英軍與殖民者準備
蓋奇收到倫敦指令後，再次決定秘密行動。4月18日上午，蓋奇先派出第5步兵軍團的20名哨兵，到波斯頓外四處詢問漢考克及亞當斯所在地。下午蓋奇則向法蘭西斯·史密斯（Francis Smith）下達出兵命令，同時交附一指令信，叮囑史密斯要在士兵離城後方可拆開信件。信件寫有士兵行軍的目的地康科德，目標為徵收所有軍火，並特別告誡英軍要保持紀律。
然而蓋奇的行動早已洩密。起義者透過倫敦的線人，早在3月底已經得悉國會要緝拿漢考克及亞當斯，故此兩人在4月8日前已經逃到列星頓避難，城內的起義領袖只有保羅·列維爾及約瑟·瓦倫醫生兩人。另外，縱然蓋奇在18日晚前，都沒有將軍事行動告知其他英軍軍官，瓦倫醫生卻早已得悉英軍計劃，並在18日晚警告列維爾，指英軍將在19日前往康科德搜索武器。雖然沒有確實證據，但不少猜測（包括蓋奇本人在內）都認為線報是來自蓋奇的夫人瑪加烈·蓋奇（Margaret Kemble Gage）。
雖然康科德大部分的火藥及武器早已搬走，但列星頓及波士頓的周邊鄉鎮，卻未有準備。是故，18日晚列維爾與另一志士威廉·道斯（William Dawes）決定快馬出勤，警告四周鄉鎮民兵，而老北教堂也在傳訊中有一定功勞。半夜列維爾及道斯抵達列星頓，與漢考克等交待形勢後，便與另一志士塞缪尔·普雷斯科特（Samuel Prescott）前往康科德。雖然漢考克等人先後安全逃到伯靈頓及比勒利加（Billerica），但列維爾卻遭英軍巡哨俘虜，道斯意外墮馬，只有普雷斯科特突圍繼續前往康科德。各地鄉鎮以教堂鐘聲、鳴槍等方法開始召集民兵，並派出更多快馬知會其他鄉鎮。

## 英軍出發及援軍準備
18日晚上，蓋奇在總督府召集高級軍官會議，宣佈明日將有軍事行動。行動總指揮為史密斯中校，副官為約翰·皮特凱恩（John Pitcairn）少校。英軍一共出動約700人，分別由駐波士頓的英國陸軍及皇家海軍陸戰隊11支軍團抽調，編組成10個步兵連（皮特凱恩指揮）及11個擲彈兵連（Benjamin Bernard，班傑明·班納中校指揮）。
由於各個步兵連由不同軍團抽調，故此士兵之間默契較差，連負責指揮的上尉也屬志願性質。會議在8時30分結束後，珀西伯爵（Hugh Percy，後襲父爵為第二代諾森伯蘭公爵）上校混入波士頓公園的人群，發現波士頓市民已在議論英軍的不尋常動向。其中一個說法稱，珀西遇到一個人說「英軍肯定找不到他們想找到的東西」。珀西隨即追問英軍目標為何，該市民竟可答出「康科德的火炮」。珀西即時趕回總督府報告軍機洩密，蓋奇大驚之下，才下令截查民兵信使離城，其時列維爾等早已出走。
晚上10時，英軍在波士頓公園西部集結，但卻遭逢連串延誤。史密斯中校因故遲到，而英軍又沒有準備恰當的渡船橫過查爾斯河。當英軍在19日半夜於劍橋登陸時，更要在水深至腰處步行上岸，並卸載裝備。當英軍路過孟努多美（Menotomy，今阿靈頓）時，波士頓城郊的警號槍聲已此起彼落，行動肯定曝光。凌晨3點史密斯命皮特凱恩先帶6個步兵連急行軍往康科德，到4點左右派遣信差要求波士頓增派援軍。
不過，英軍的增援部隊遇上諸多問題。在凌晨4點，蓋奇已經下令召集援軍待命，但出於保密考慮，只送出了一封命令狀予第1旅的負責軍官。結果該命令狀被軍營僕人擱於書桌之上，久久未有拆開。5點史密斯的求援信送抵總督府，蓋奇隨即下令第1旅的第4、第23及第47步兵軍團，以及一個營的海軍陸戰隊召集，但這些命令狀同樣只有一份，陸戰隊的命令狀更送到了出征在外的皮特凱恩辦公室。結果到早上8點45分，珀西伯爵帶領的1,000人增援部隊才離開波士頓，其時民兵已與英軍交火。珀西伯爵也沒有聽取軍官建議多帶彈藥，結果每名士兵只有36發子彈，兩門火炮也沒有後備炮彈。蓋奇得悉後特意派彈藥馬車趕往增援，卻在中途遭民兵埋伏報銷。

## 列星頓之交火

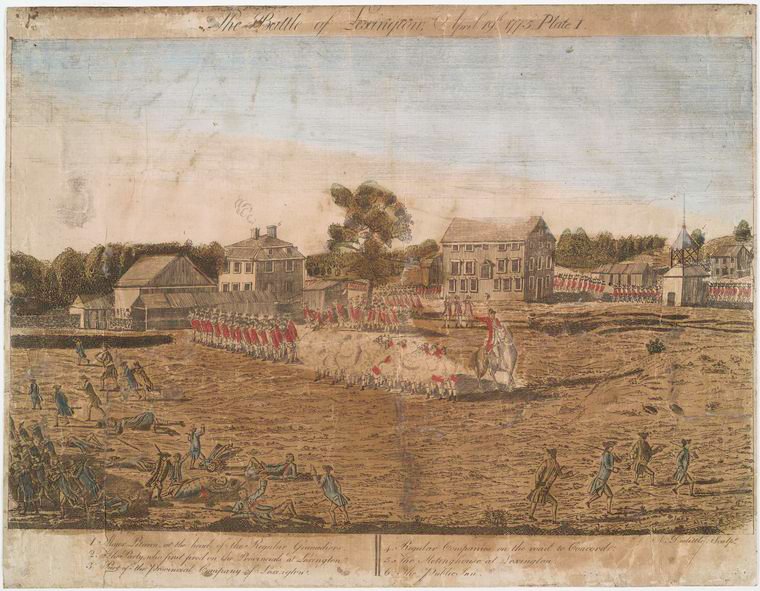
1775年，殖民地畫家伊爾繪畫的列星頓戰鬥，描繪英軍離開道路，右轉進入列星頓草地上，並列陣射擊民兵。

日出後，皮特凱恩的步兵連率先抵達列星頓，並遭遇約翰·帕克帶領的約80名民兵，以及一群圍觀人士。與後世流傳所不同，帕克帶領的只是普通編制的民兵，而非經過特訓的急召民兵。帕克下令民兵在道路右邊的草地排成巡遊陣列，不得阻塞通往康科德的道路，亦不可在英軍開火前擅自射擊；皮特凱恩也無意與民兵糾纏，同樣下達了不得擅自射擊的命令。然而一位陸戰隊上尉恐於行進時暴露側翼，擅自帶隊離開道路，轉右恫嚇民兵，意圖迫使對方繳械，令民兵排出作戰陣列。皮特凱恩隨即帶部隊從後趕上制止，而史密斯的部隊則尚未抵達。
雙方對恃之初，英軍有軍官走出陣列，下令民兵即時解散，並交出武器。帕克即時下令民兵解散，而皮特凱恩與帕克也繼續下令士兵不得開槍。然而帕克當時正為肺結核所苦，聲線沙啞，部分民兵根本聽不到命令，故此撤退時有所遲疑，也沒有人交出武器，雙方繼續互相喝罵。混亂之間，突然傳出槍聲，前鋒英軍認為遭到民兵射擊，隨即向民兵齊射，然後以刺刀衝鋒，而民兵則四散而逃。衝突過後民兵共有8人死亡，10人受傷。死者包括民兵領袖艾薩克·戴維斯（Isaac Davis）。英軍則只有1人受傷。
引發衝突的槍聲從何而來，已無法考證。根據部分民兵的證供，英軍在對恃時早有開火，但起初沒有裝上彈藥，以作警告。後來其中一個民兵遭彈丸擊傷，認定英軍已經開火，才與身旁民兵還擊。部分英軍的日記則指是躲藏在磚牆及樹林的民兵先開火，令部分英軍不顧命令私自脫隊還擊，後來陣列要花費多時才重新編組。其他推測還包括後方英軍槍擊一名逃跑俘虜，或一個騎馬軍官率先開槍。總括而言，連串誤會、意外以及英軍失去紀律，是引致交火的原因，雙方指揮官起初都沒有交戰意願。位處後方的史密斯聽到槍聲，旋即策馬趕往前線，並下令鼓手即時奏樂集合士兵，繼續行軍。

## 康科德的徵收行動與北橋戰事

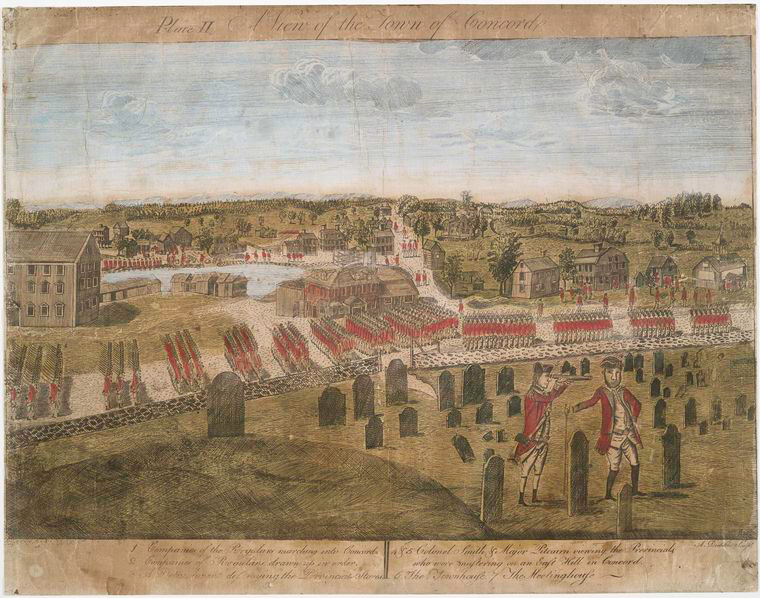
伊爾繪畫英軍進入康科德，並搜索鎮內武器情境。雖然英軍稍後在北橋與民兵交火，但雙方並沒有爆發全面戰事。雙方軍隊在北橋戰事後曾在康科德外對恃，但沒有再次交火，英軍甚至在康科德午飯後才啟程返回。所有激戰都發生在英軍回程階段。

康科德與林肯的民兵在19日早上已於康科德聚集，並得悉列星頓已有衝突爆發。然而民兵起初卻未能達成防守共識，一支約250人的民兵曾意圖增援列星頓，但看到英軍近700人的部隊迫近時撤退。最後詹姆斯·巴萊特（James Barrett）決定帶領民兵撤出市鎮，橫過北橋，到後方一座山丘待命。
8時左右，英軍進入康科德，並兵分多路。史密斯派1個擲彈兵連防守南橋，以及7個步兵連進佔北橋。前往北橋的步兵連，有4隊繼續沿路西行，前往搜索巴萊特農莊（Barrett's farm），留下瓦爾特·萊利（Walter Laurie）上尉的2個步兵連看守歸路，以及1個步兵連到橋上防守。前往農莊的步兵連沒有遭遇民兵，但當萊利從後抵達時，發現北橋山丘上已有超過400名民兵聚集，而寡不敵眾的英軍更在射程範圍之內。結果萊利即時派人要求史密斯增援。
此時英軍正在康科德及農莊四周搜查火藥，並銷毀了三門大炮、焚燬少量炮座、將近百桶的麪粉、腌製食物及550磅的子彈倒進儲水池。英軍在鎮內的紀律較早前嚴謹，在焚燬炮座後協助居民撲滅火災，而且還為士兵飲食付費。結果英軍的友善反遭村民利用，故意延誤其搜索。
當巴萊特看到市鎮冒煙，而防守北橋的士兵卻只有3個連，便決定帶軍推進，到接近山腳的地方列陣，而看守歸路的2個英國連則被迫退到橋上。巴萊特與陸續增援的民兵領袖商討後，下令民兵走向北橋，迫使英軍撤到橋後。此時雙方指揮官都沒有下達射擊命令，但萊利卻錯誤下令英軍在橋後排成巷戰射擊陣列，引致英軍混亂；後方一個英軍上尉雖知道新陣列會過於擠擁，而下令側翼散開，但其部下卻來自不同軍團，結果只有數人從命。混亂之中，英軍有數人意外走火，使其他英軍誤以為可以開火，旋即向民兵齊射。民兵隨即在有利地形反擊，並重創英軍，使之即時潰退。

## 英軍撤退與民兵追擊
英軍的開火與後撤造成民兵短暫混亂：大部分人都沒有預計會與英軍交火，更不敢相信英軍竟然敗逃。部分民兵起哄追擊，部分則選擇自行解散返鄉。巴萊特花上一段時間才重整民兵，將部分人調回山上防守，然後派約翰·巴翠克（John Buttrick）帶軍橫過北橋，並以一座小丘上的城牆作掩護，排列民兵。
當史密斯聽到北橋的槍聲後，才收到萊利要求增援的信息，隨即親自帶2個擲彈兵連前往增援，中途遇到潰散的3個步兵連。此時史密斯與巴翠克均可看到對方部隊，但雙方都沒有下令開火，史密斯更只帶數個軍官走出陣列觀察。在雙方對恃近10分鐘期間，一個鎮內的精神病漢還在兩軍之間周旋，兜售蘋果酒。11時30分，農莊的4個步兵連行軍返回康科德，途中路過戰場，並在民兵監視下返回鎮內搜索。全軍更在進食午膳後，才離開康科德，使民兵有更多時間準備伏擊。離開時史密斯特別派出側翼部隊沿山行軍，以保護主軍部隊。
當史密斯帶軍返回波士頓時，各路民兵已於沿路準備就緒。英軍東行約兩公里後，在瑪利安角（Meriam Corner）走過窄橋。當側翼與主軍都橫過橋樑時，來自雷丁（Reading）的民兵在北面山頭開火。還火後英軍繼續向東撤退，並再分成兩支部隊前進。英軍路過布魯斯山（Brooks Hill），山上的森林共有500名來自切爾姆斯福德（Chelmsford）的民兵，再向英軍開火。史密斯派步兵向山上衝鋒不果，反遭民兵重擊，結果英軍只好且戰且走。經過布魯斯山後的橋樑後，英軍抵達血腥嶺（Bloody Ridge），遭到來自伯福（Bedford）及林肯的民兵，由南北兩面埋伏夾擊，而康科德的追兵又不斷迫近。突破包圍後史密斯再兵分兩路，並破解了民兵的伏兵，但英軍此時已經折損嚴重，彈藥體力逐漸不繼。當英軍接著走過菲斯克山（Fiske Hill）時，更遭遇由帕克帶領、前來報復的列星頓民兵。交火後史密斯中槍受傷，而皮特凱恩也在攻打山上狙擊手時墮馬受傷。此時英軍開始潰散而爭相向後逃跑。約2時30分，英軍翻過康科德山並抵達列星頓前沿，而在2時已抵達列星頓的珀西伯爵，則與1,000名援軍在當地迎接。
列星頓會師後，英軍改由珀西伯爵全權指揮撤退。稍作休整後，3時30分英軍向東行軍，由陸戰隊在前方開路，並輪流派軍隊保護兩邊側翼。英軍離開列星頓後，前方道路的民兵主要由威廉·海夫（William Heath）及瓦倫醫生號召而來。這批民兵分成小部隊沿路騷擾，用無法精確瞄準的滑膛槍遠距射擊，期望可擊中密集的英軍陣列。當英軍再次路過孟努多美時，鎮的村民更在屋內向英軍射擊，使撤退變成巷戰。飽受壓力的英軍開始失控，在洗掠村莊後才聽從命令繼續行軍。單在孟努多美英軍便有40人死亡，80人受傷，而民兵則有25死亡，9人受傷。此處的戰事比早上的列星頓及康科德更為激烈。
離開孟努多美，英軍終於行抵劍橋外的十字路口，並遭遇來自布魯克萊恩的民兵。由於民兵起初排成密集陣列，遭到珀西的火炮擊潰。抵達劍橋後，珀西可選擇沿舊路向南行軍，途經劍橋大橋及布魯克萊恩返回波士頓；另一條路則是向北行軍，經查爾斯鎮（Charlestown，與查爾斯頓Charleston不同）乘船橫渡查爾斯河，返回波士頓。民兵將大量兵力集中南路，海夫早前更下令民兵破壞大橋，以便埋伏英軍；然而珀西卻選擇了帶軍向北前進，使海夫的埋伏落空。當珀西路過查爾斯鎮地峽時，遭遇由皮克林帶領，來自塞勒姆的民兵。不過皮克林卻恐於與英國爆發全面戰爭，而沒有下令民兵截擊，使英軍成功搶佔查爾斯鎮北部高地，並獲得森麻實號的火炮掩護。此時天色早已入黑，蓋奇再派出2隊步兵軍團到高地增援，並在該處興建堡壘地基。

## 後續影響
列星頓和康科德戰役結束後，各路民兵未有撤回鄉鎮，而是繼續包圍波士頓及查爾斯鎮，是為波士頓之圍。蓋奇最終撤離查爾斯鎮高地，兩個月後民兵到相同地方建設防禦工事，最終引發碉堡山戰役。
列星頓和康科德戰役雖被視為美國獨立戰爭的第一場戰役，但事實上美州殖民地當時仍無意宣佈獨立。不過，戰役發生的時機卻促使了英國與殖民地走向戰爭。1774年9月第一屆大陸會議結束後，殖民者表明會於1775年5月召開第二次會議，以等待喬治三世回應殖民地的聯署，停止封鎖波士頓並修正殖民政策。戰事爆發前，各殖民地領袖仍然以談判為主要目標，富蘭克林剛從倫敦返回；在費城的潘恩認為殖民地與英國之間只有法律上的爭拗。然而第二屆大陸會議在5月10日如期召開時，諸位領袖開始對英國死心，認定列星頓戰役就是英國對殖民地聯署的回應。約翰·亞當斯路過戰場時，感到事態已經不可挽回；華盛頓更穿上全套軍服出席會議，表明殖民地與英國已經開戰。6月14日，大陸會議宣佈將民兵改編為大陸軍，並在7月3日選出華盛頓為大陸軍總司令。然而會議同時通過了《武裝宣言》（Causes and Necessity of Taking up Arms），一方面表明是要用武器捍衛自由，另一方面卻重申向國王效忠。
至於蓋奇也沒有將殖民地截然視為敵人。當民兵開始包圍波士頓時，蓋奇仍拒絕宣佈戒嚴，並容許起義者主動交出私人武裝後自由離開。緊接在戰事之後，蓋奇與殖民地雙方均積極爭取英國的輿論支持。殖民地迅即向民兵及被俘英軍錄取證供，並僱用快船送到倫敦，結果比蓋奇的官方報告早了一星期抵達。這使英國輿論普遍同情殖民一方，而蓋奇則備受批評。不過英國輿論未有檢討《強制法案》本身帶來的問題，殖民地與英國的關係仍繼續惡化。

## 後世視角的改變

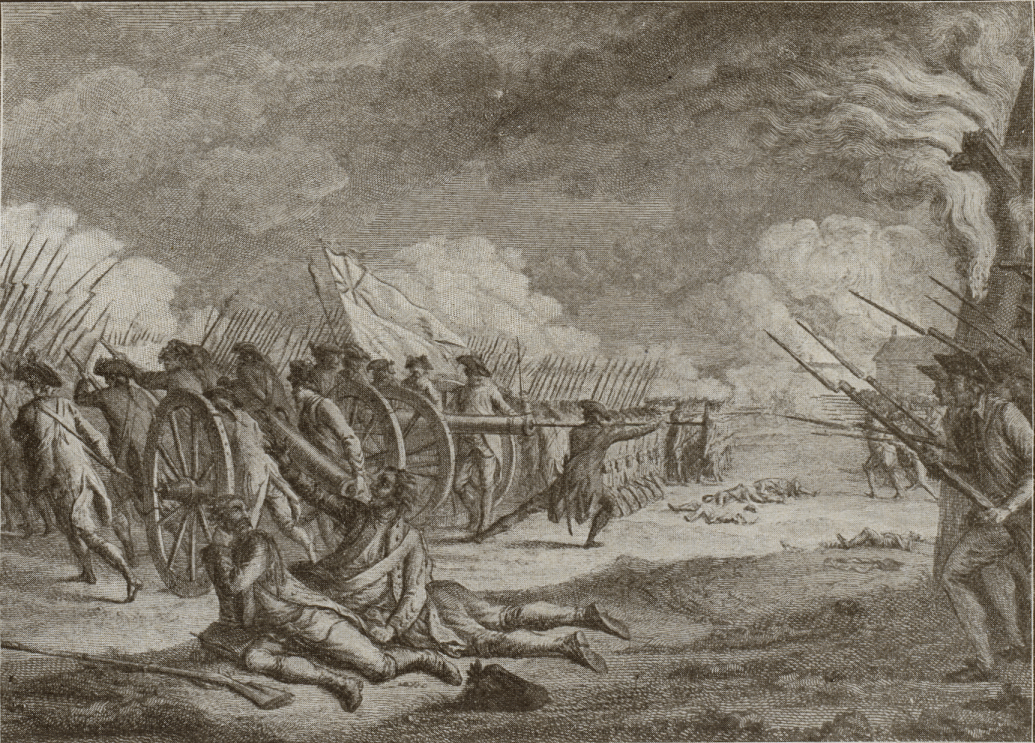
1815年浪漫化的列星頓之戰繪畫。圖中將列星頓之戰描繪為雙方正面會戰，且英軍更帶有火炮，突顯雙方實力懸殊，以及民兵為爭取獨立而抗拒英國強權。然而列星頓的衝突爆發時，英軍並沒有攜帶火炮，亦沒有投入全部兵力與民兵交戰；民兵當時也無意戰鬥，甚至已經開始後撤。美國立國多年後，殖民者與英國的早期武裝衝突不斷獲得新的詮釋。

美國國內對列星頓和康科德戰役的觀感，一直隨著時局而有所變動。在獨立戰爭時期，英軍被描繪為殘暴的壓迫者，至於部分康科德民兵殘酷對待北橋英軍俘虜，則秘而不宣。作證的列星頓民兵當初不肯定到底誰最先開火，而且很少民兵有機會反擊；但半個世紀以後，受到美國的愛國主義影響，同一批民兵卻堅稱是英軍最先開火，然後才予以還擊。新的繪畫也將列星頓之戰渲染成民兵與英軍的正面戰爭，將當時輕微的武裝衝突大為誇大。
到19世紀中期，兩個文學作品更加深了列星頓戰役的刻板形象。愛默生在1837年創作了廣為流傳的《康科德頌》（Concord Hymn），將北橋戰役的槍聲形容為「震撼世界」（Fired the shot heard round the world），首次將列星頓和康科德戰役描繪為獨立戰爭的先聲。事實上第二次大陸會議時，與會者仍未有意願獨立，要到1776年1月潘恩出版了著名的《常識》一書，獨立意識才逐漸擴展。列星頓戰後一年的5月15日，議會才通過亞當斯的「快刀斬乱麻」（Cut the Gordian knot，又称砍断戈耳狄俄斯之结）動議，完全否定國王的統治權威，到7月議會才發表美國獨立宣言。朗費羅在1860年所作的《列維爾之夜行》（Paul Revere's Ride），描述列維爾以快馬通知了列星頓及康科德的民兵，強調個人改變國家命運。在此詩出版之前，列維爾只不過是一位寂寂無聞的銀匠，就連其訃聞也沒有提及快馬夜行一事。列維爾也沒有抵達康科德，到列星頓報訊之後，在往康科德路上被英軍俘虜。然而朗費羅的作品在1870年代開始風行，後來更成為小學背誦讀本。
踏入20世紀，美國與英國的交往日深，又在第一次世界大戰結為盟邦，國內對列星頓之戰的觀感有所逆轉。戰時一套有關列維爾夜行的電影，便遭聯邦政府以間諜法充公，理由是破壞兩國友誼。冷戰時期的小說《四月早晨》（1961年）將列星頓之戰改編為小說，並被美國的中學用為讀本。1990年代，民兵的伏擊戰術，也曾被用以與越戰的游擊戰比較。20世紀後期，更多歷史學家重新研究戰事的實際情況，以及戰事與美國走向獨立的關係。

## 紀念
不少與列星頓及康科德之戰相關的建築物，都被美國政府保留，並在後來列入國家史蹟名錄或美國國家歷史地標。這包括老北教堂（列維爾向民兵傳訊）、漢考克-克拉克大屋（Hancock-Clarke House，漢考克於列星頓匿藏處）、畢克文旅舍（Buckman Tavern，列星頓民兵駐紮處）、列星頓草地（Lexington Battle Green，戰鬥發生地）、巴萊特農莊（Col. James Barrett Farm，康科德民兵領袖的農莊，被英軍搜查）及傑森·羅素住宅（Jason Russell House，英軍回師時洗掠劫殺村民之地）。1959年麻薩諸塞州設立了急召民兵國家歷史公園，復修了康科德北橋，並且沿路展示當年英國及民兵的行軍，及列維爾被俘虜的地點。多名藝術家也先後為民兵立像及繪製浮雕。此外，不少美國城市亦相繼以列星頓為名，其中肯塔基州的列星頓原本為狩獵營地，獵人在聽到戰事消息後將營地更名列星頓，並沿用至今。
麻薩諸塞州及緬因州全省、以及威斯康辛州的公立學校，每年都會在4月第三個星期一慶祝愛國者日，紀念列星頓及康科德之戰。戰爭的100周年、150周年及200周年紀念日，美國均有大型慶祝活動。格蘭特在1875年為丹尼爾·法倫（Daniel Chester French）的「急召民兵」銅像揭幕、美國郵政署在1925年發行了紀念郵票、而福特則在1975年到北橋參與巡遊，並發表演說。
美國海軍一共有五艘軍艦以列星頓為名，以紀念是次戰役，包括一艘前桅橫帆雙桅船、一艘小型戰鬥帆船（Sloop-of-war）、一艘炮艇及兩艘航空母艦（舷號CV-2及CV-16）。